# Глюкозотолерантный тест
Глюкозотолерантный тест (ГТТ) — лабораторный метод исследования, применяемый в эндокринологии для диагностики нарушения толерантности к глюкозе (предиабет) и сахарного диабета. По способу введения глюкозы различают:
- пероральный
- внутривенный

## Условия проведения
При проведении глюкозотолерантного теста необходимо соблюдать следующие условия:
- обследуемые в течение не менее трёх дней до пробы должны соблюдать обычный режим питания (с содержанием углеводов > 125—150 г в сутки) и придерживаться привычных физических нагрузок;

- исследование проводят утром натощак после ночного голодания в течение 10-14 часов (в это время нельзя курить и принимать алкоголь);

- во время проведения пробы пациент должен спокойно лежать или сидеть, не курить, не переохлаждаться и не заниматься физической работой;

- тест не рекомендуется проводить после и во время стрессовых воздействий, истощающих заболеваний, после операций и родов, при воспалительных процессах, алкогольном циррозе печени, гепатитах, во время менструаций, при заболеваниях ЖКТ с нарушением всасывания глюкозы;

- перед проведением теста необходимо исключить лечебные процедуры и приём лекарств (адреналина, глюкокортикоидов, контрацептивов, кофеина, мочегонных тиазидного ряда, психотропных средств и антидепрессантов);

- ложнопозитивные результаты наблюдаются при гипокалиемии, дисфункции печени, эндокринопатиях.

## Методика проведения
Суть метода заключается в измерении у пациента уровня глюкозы крови натощак, затем в течение 5 минут предлагается выпить стакан тёплой воды, в котором растворена глюкоза (75 граммов, у детей 1,75 г на кг массы тела). Повторное измерение проводят через 1 и 2 часа.

## Оценка результата
Уровень глюкозы в крови менее 7,8 ммоль/л (через два часа после нагрузки глюкозой) считается нормой. При уровне более 7,8, но менее 11,0 ммоль/л результат теста расценивается как нарушение толерантности к глюкозе. При уровне глюкозы в крови более 11,0 ммоль/л результат оценивается как наличие сахарного диабета.